# Dewitt Clinton Haskin

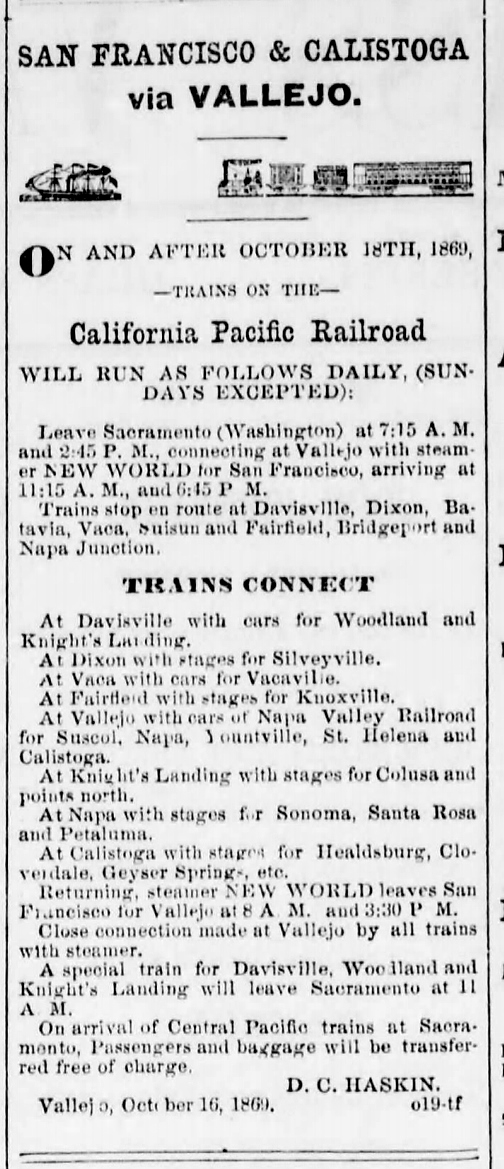
California Pacific Railroad: D. C. Haskin, efetivo em 18 de outubro de 1869

Dewitt Clinton Haskin (c. 1824 – 17 de julho de 1900) foi um engenheiro norte-americano que desenvolveu os métodos iniciais para a construção dos primeiros túneis sob o rio Hudson, entre Nova Jérsei e Manhattan.
No final da década de 1860, Haskin ganhou experiência na Califórnia trabalhando na construção da California Pacific Railroad.
Para o projeto da Hudson and Manhattan Railroad, Haskin fundou a Hudson Tunnel Company em 1873, e começou a escavar em 1874 a partir de Jersey City, Nova Jérsei. Ele patenteou um método que usava ar comprimido, mas em 1880, 20 trabalhadores morreram num acidente. Outro acidente em 1881 e uma perda gradual de financiamento paralisaram o projeto em 1887. Após uma companhia britânica ter trabalhado na construção de 1889 a 1891, o advogado Willian Gibbs McAdoo concluiu o projeto em 1908.